# 日本基督教団一関教会

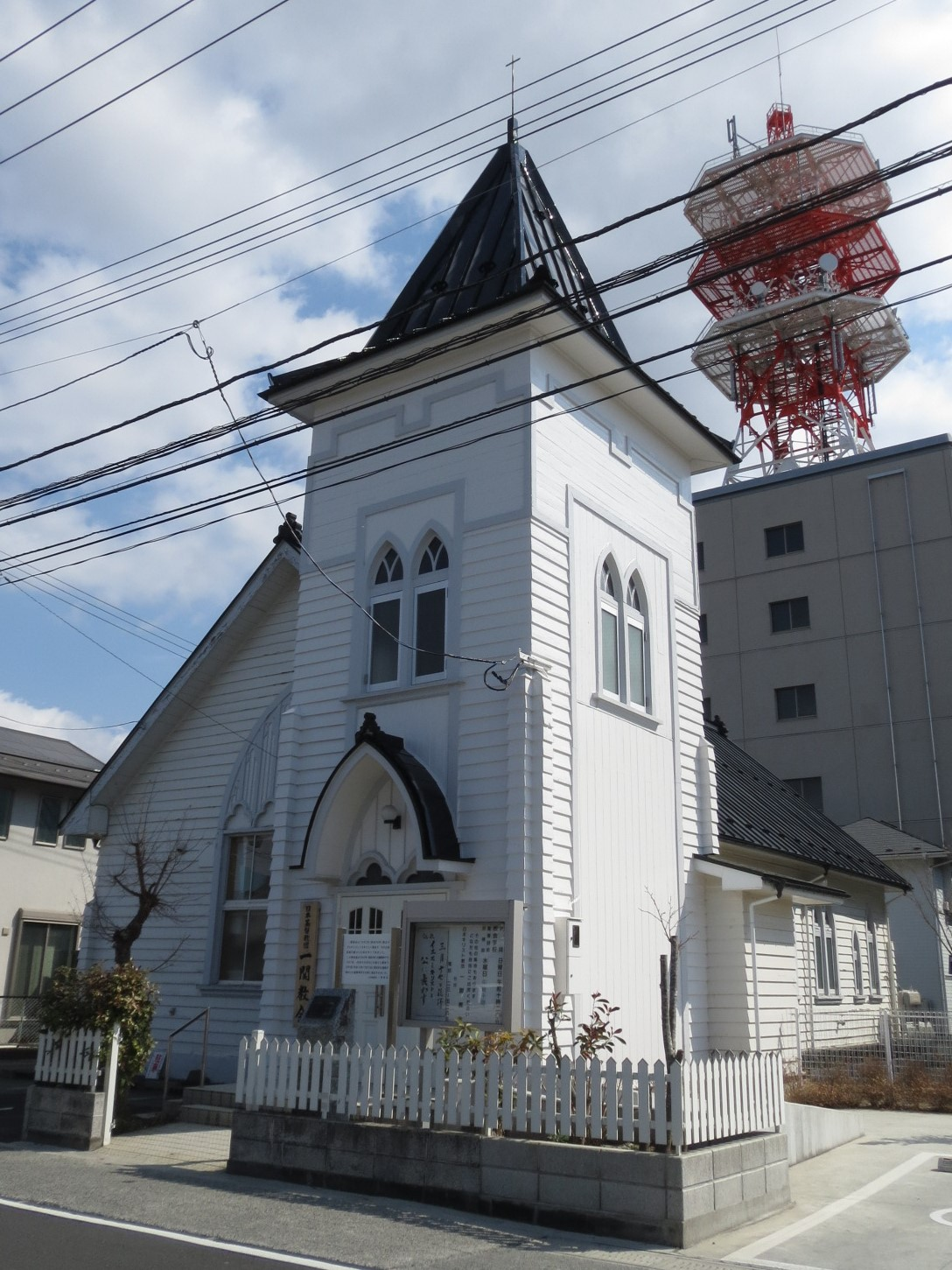

日本基督教団一関教会（にほんきりすときょうだんいちのせききょうかい）は、岩手県一関市にあるキリスト教（日本基督教団）の教会である。国の登録有形文化財に登録されている。

## 歴史・建築
1929年（昭和4年）に当時の宮古教会牧師である羽生義三郎が設計思想の中心となり建てられた。建築面積は171平方メートル、木造平屋建、鉄板葺き、外壁は下見板張り、窓は縦に長く上部がファンライト状の曲線、窓枠は下見板を押さえると同時に外壁を立体化し、聖堂正面右側の尖塔が象徴的な意匠となっている。玄関庇も洋風らしさを演出しており三葉形アーチを多用する。当教会は昭和初期当時の教会建築の典型とも言え、「国土の歴史的景観に寄与しているもの」との登録基準を満たしている事から2007年（平成19年）7月31日、登録有形文化財に登録された。

## 現地情報

### 所在地
- 岩手県一関市田村町2-14

ホームページアドレス　https://www.kibo-mutsumi.jp/ichinoseki

### アクセス
- 東北本線、東北新幹線一関駅から徒歩10分
- 東北自動車道一関インターチェンジから車8分

### 周辺情報
- 酒の民俗文化博物館 – 登録有形文化財
- 旧沼田家住宅
- 一関ハリストス正教会
- 願成寺 (一関市)
- 祥雲寺 (一関市)